# Women's Senior Golf Tour 2003
De Women's Senior Golf Tour 2003 was het vierde seizoen van de Women's Senior Golf Tour, dat in 2006 vernoemd werd tot de Legends Tour. Er stonden twee toernooien op de kalender.

## Kalender
| Datum | Datum | Toernooi        | Stad              | Winnaar          | Score | Score | Info |
| ----- | ----- | --------------- | ----------------- | ---------------- | ----- | ----- | ---- |
| 28-09 | 28-09 | Buehler Classic | Newburgh, Indiana | Shelley Hamlin   | 70    | –2    |      |
| 21-06 | 22-06 | HyVee Classic   | Des Moines, Iowa  | Marilyn Lovander | 139   | –5    |      |

2000 ·
2001 ·
2002 ·
2003 ·
2004 ·
2005 ·
2006 ·
2007 ·
2008 ·
2009 ·
2010 ·
2011 ·
2012 ·
2013 ·
2014 ·
2015